# Georgi Čomakov
Georgi Čomakov (in bulgaro Георги Чомаков?; Plovdiv, 6 aprile 1959) è un ex schermidore bulgaro, vincitore di due medaglie d'argento ed una di bronzo ai campionati mondiali di scherma.